# باشگاه ماجراجویی
باشگاه ماجراجویی (به انگلیسی: The Adventure Club) فیلمی محصول سال ۲۰۱۶ و به کارگردانی جف اندرسون است. در این فیلم بازیگرانی همچون سام اش آرنولد، جاکوب دیویس، دالیلا بلا، بیلی زین، رابین دان، گابریل میلر، لورن کاردینال و کیم کوتس ایفای نقش کرده‌اند.